# دشت آزادغان (غرمسير أردستان)
دشت آزادغان (بالفارسية: دشت آزادگان) هي قرية تقع في إيران في قسم غرمسیر الريفي. يقدر عدد سكانها بـ 17 نسمة بحسب إحصاء 2016.